# Arthur de Gobineau

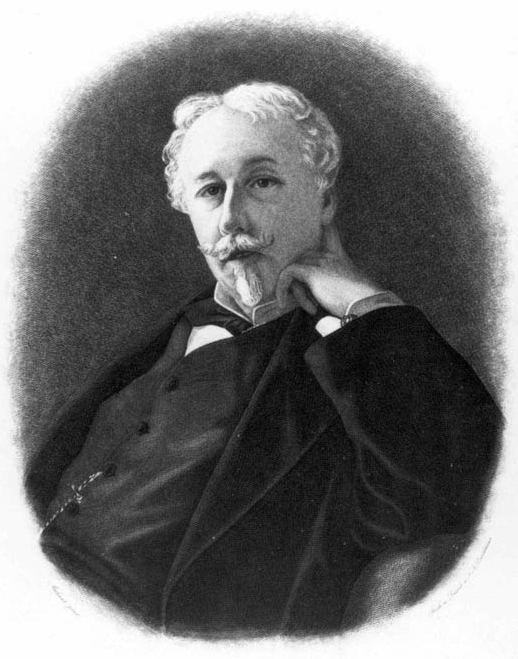
Arthur de Gobineau

Joseph Arthur de Gobineau oder Joseph Arthur, comte de Gobineau (* 14. Juli 1816 in Ville-d’Avray bei Paris; † 13. Oktober 1882 in Turin) war ein französischer Diplomat, Schriftsteller und Rassenideologe. Seine allgemeine Bekanntheit verdankt er dem Versuch über die Ungleichheit der Menschenrassen (Essai sur l’inégalité des races humaines, 1853–1855). Daneben war er auch Autor spätromantischer Dichtungen, mehrerer polemischer Essays sowie der Verfasser von historischen und philologischen Arbeiten über das antike Persien.

## Leben und Werk

### Abstammung
Die Familie von Arthur de Gobineau war Mitglied der Noblesse de robe und kam ursprünglich aus Bordeaux. Sowohl sein Urgroßvater als auch sein Großvater bekleideten Ämter im souveränen Gerichtshof von Guyenne (früherer Verwaltungsbezirk in Aquitanien) und im Parlement von Bordeaux. Sein Vater, Louis de Gobineau, der eine militärische Karriere anstrebte, setzte diese während seiner Zeit als Kadett aufs Spiel, als er während des ersten Kaiserreiches mit legitimistischem Gedankengut sympathisierte. Nach seiner Beteiligung an der Flucht von Jules de Polignac im Jahre 1813 wurde er verhaftet und in das Gefängnis Sainte-Pélagie gebracht, das er erst nach der Restauration (1814) wieder verlassen konnte. Während der Herrschaft der Hundert Tage begleitete er den König nach Brüssel und wurde bei dessen Rückkehr zum Infanterie-Hauptmann der Königlichen Garde ernannt.

### Kindheit und Jugend (1816–1835)

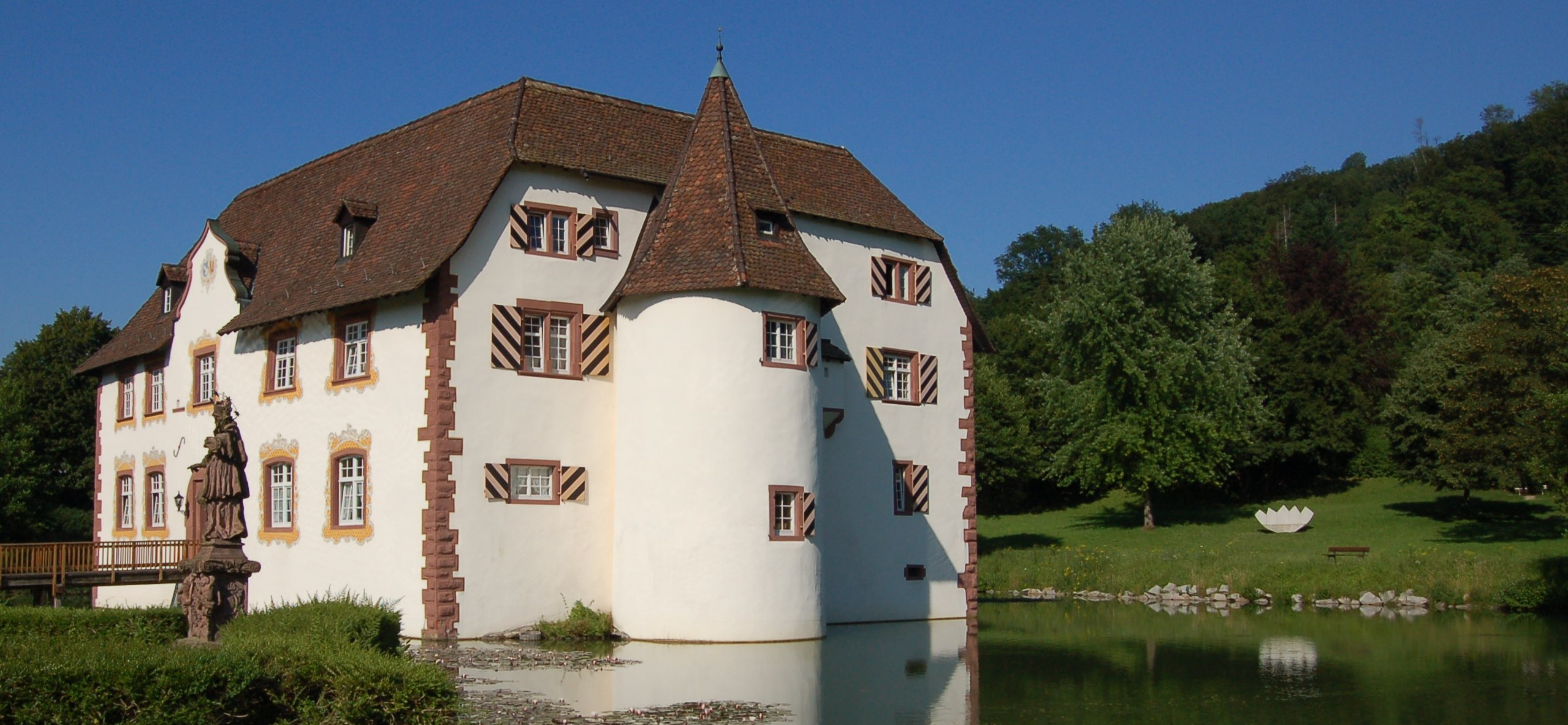
Inzlinger Wasserschloss. Hier wohnte Gobineau mit seiner Mutter von September bis Dezember 1830.

Arthur, der ein empfindliches und nervenschwaches Kind war, litt unter der Zwietracht, die zwischen seinen Eltern herrschte, und unter dem instabilen Familienleben. Der Posten des Vaters bedingte dessen häufige Abwesenheit, war er doch an der französischen Invasion in Spanien im Jahre 1823 beteiligt und war dann Kommandant im spanischen La Seu d’Urgell von 1823 bis 1828. Seine Mutter, Anne-Madelaine de Gercy, Tochter des letzten Direktors der Ferme générale von Bordeaux und einer Kreolin aus Saint-Domingue, führte ein sehr unabhängiges Leben und wohnte im selben Haushalt mit dem Hauslehrer von Arthur und seiner Schwester Caroline, Charles Sotin de La Coindière. Nachdem sie mehrere Betrügereien begangen hatte, flüchtete sie im Sommer 1830 nach Inzlingen in Baden. Ein Auslieferungsantrag, der durch die französische Justiz gestellt wurde, führte die Familie im Dezember 1830 nach Biel in der Schweiz, wo Arthur das Gymnasium besuchte. Dort perfektionierte er sein Deutsch und wurde anscheinend ins Persische eingeführt. Durch die Ankunft von polnischen Emigranten in der Schweiz, die während des Novemberaufstandes 1830/1831 besiegt worden waren, eröffneten sich Arthurs Mutter neue Möglichkeiten und sie beschloss, Ende des Jahres 1832 nach Polen abzureisen. Arthur wurde deswegen zu seinem Vater geschickt, der wegen seiner Antipathie, die er gegen die Julimonarchie hegte, im Jahre 1831 in den Ruhestand versetzt worden war und sich in Lorient niedergelassen hatte. Von 1833 bis 1835 besuchte Arthur de Gobineau hier das „Collège royal“, da er ebenfalls eine militärische Laufbahn einschlagen wollte. Wegen Undiszipliniertheit und den legitimistischen Sympathien seines Vaters wurde er jedoch der Schule verwiesen. Zu dieser Zeit entwickelte er sein Feingefühl für die Orientalistik, die im Zuge der Romantik in Mode gekommen war. Der Familienlegende, er sei in diesem jungen Alter schon fähig gewesen, Firdausi zu übersetzen, kann man jedoch misstrauen. Während dieser Zeit plante er auch seine Hochzeit mit seiner Freundin Amélie Laigneau.

### Ausbildungsjahre (1835–1840)
Nachdem er im September 1835 an der Aufnahmeprüfung der Militärschule von Saint-Cyr gescheitert war, änderte Arthur de Gobineau seine Pläne und träumte nun von einer literarischen Karriere in Paris. Dank eines Onkels väterlicherseits, Thibaut Joseph, ein ehemaliger Freund Talleyrands, Anhänger Voltaires, Junggeselle und Lebemann, konnte er sich dort ab 1835 niederlassen. Joseph überließ ihm eine Dachkammer, gewährte ihm eine bescheidene, auf ein Jahr begrenzte monatliche Unterhaltszahlung und beschaffte ihm eine unbezahlte Beamtenanwärterstelle in der „Compagnie française d’Éclairage par le Gaz“ während des Winters 1835/1836. Auch wenn Gobineau anscheinend nicht an seinem Talent zweifelte, gelang es ihm nur unter großen Schwierigkeiten, einen Auszug seines ersten Gedichtes, „Dilfiza“, in der Zeitschrift La Mode zu veröffentlichen.
Seine Situation wurde prekär, als sein Onkel ihm im September 1836 eine weitere finanzielle Unterstützung verweigerte. Dank seiner Beziehungen zum ultra-royalistischen Verlagswesen konnte er mehrere Artikel veröffentlichen, die teilweise bis heute nicht identifiziert werden konnten. Sowohl diese Arbeit als auch seine Sorgen gingen nicht spurlos an ihm vorüber und entmutigten ihn. Die darauffolgenden Jahre nutzte er, um die Sprache und Literatur Persiens bei Étienne Marc Quatremère zu studieren. Dieser vertraute ihm die Übersetzung der Geschichte der Ostmongolen von Isaac Jacob Schmidt an; diese Verantwortlichkeit erlaubte es ihm, sich mehr an seinen eigenen schriftstellerischen Ambitionen zu orientieren. Dank einer Einladung Pierre-Antoine Berryers, der ihm seine neue (und kurzlebige) Zeitschrift France et Europe öffnete, publizierte er bereits 1838 den bedeutenden Artikel Du mouvement intellectuel de l’Orient („Von der intellektuellen Bewegung im Orient“) und dann eine Serie von populärwissenschaftlichen Monographien über Rumi, Hafis, Dschami und Saadi.
Fünf Jahre nach seiner Ankunft in Paris war er überhaupt nicht zufrieden mit seiner Lebenssituation: „Paris, das ist die Hölle“, schrieb er. Er hatte endgültig mit seiner mittlerweile in Paris wohnhaften Mutter gebrochen, die ihn in den Salons, die sie besuchte, verleumdete. Die Mutter von Amélie Laigneau lehnte die Heirat ihrer Tochter mit diesem leidenschaftlichen jungen Mann ohne Stellung ab. Der Schutz, über den Gobineau im Pariser Intellektuellenviertel Faubourg Saint-Germain verfügte, bewirkte nicht mehr, als dass man ihm im Januar 1839 ein beschauliches Amt in der Postverwaltung beschaffte. Zu guter Letzt traf ihn die Zersplitterung und das Scheitern der legitimistischen Partei anlässlich der Wahlen im Jahre 1839 sehr schmerzlich und bestätigte ihn in seinem Hang zur Misanthropie.

### Erste Erfolge eines Polygraphen (1840–1849)
Folglich war Gobineau zu Beginn des Jahres 1840 in vielerlei Hinsicht ein enttäuschter und verletzter junger Mann, für den es Zeit wird, dass das Leben seine Versprechungen hält, was auch nicht mehr lange auf sich warten ließ. Auf der einen Seite vergrößerte sich der Kreis seiner Beziehungen. Bei Madame de Serre, Witwe von Hercule de Serre, ehemaliger Minister unter Ludwig XVIII., machte er die Bekanntschaft mit ihm ähnlich gesinnten jungen Leuten, unter anderem mit dem jungen Hercule de Serre, Neffe des vorher Genannten, mit Maxime Du Camp sowie mit dem Maler German von Bohn, der ihm Ary Scheffer vorstellte. Gemeinsam gründeten sie einen Club, die Scelti („Die Auserwählten“) oder Cousins d’Isis („Vettern der Isis“); sie planten einen gemeinsamen Roman, einen Essay sowie eine Orient-Zeitschrift, die alle erfolglos blieben. Auf der anderen Seite gelang es ihm, in der Revue des Deux Mondes einen wichtigen und vielbeachteten politischen Artikel über den ersten Präsidenten des unabhängigen Griechenlands, Ioannis Kapodistrias, zu veröffentlichen, in dem er die Abstammung des Neugriechischen vom Altgriechischen negiert, sowie für die Türken und gegen den Expansionismus Russlands im Orient Position bezieht. In der Folge (und sogar bis nach 1848) schrieb er regelmäßig Artikel über Innen- und Außenpolitik für so verschiedene Zeitungen wie La Quotidienne, L’Union catholique oder Revue de Paris und wurde 1842 sogar zum Chefredakteur der Unité ernannt. Zwischen 1848 und 1849 gründete er die Revue provinciale, die monarchistisch und dezentralistisch motiviert war und die er zusammen mit Louis de Kergorlay leitete.
Seine Erfolge erlaubten ihm, literarische Projekte freier zu entwickeln. Er publizierte ab 1842 insbesondere in Le Commerce sowohl kritische als auch literaturgeschichtliche Artikel über E. T. A. Hoffmann, Edgar Quinet, Alfred de Musset, Théophile Gautier, Heine, Balzac, Stendhal. Durch eine kritische Artikelreihe über zeitgenössische Rezensenten verärgerte er diese langfristig, ganz besonders Gautier und Jules Janin. In zwei eher theoretischen Aufsätzen, die beide 1845 erschienen („Ist eine neue Literatur möglich?“ und „Die technischen Ziele der Literatur“), wies er die gegen die Romantik erhobene Anklage der Dekadenz zurück, indem er modernistische und formalistische Argumente bekräftigte. Allerdings versuchte er sich auch in der so genannten anständigen Literatur. Zwei Theaterstücke (Les Adieux de Don Juan, 1844 bei einem Selbstkostenverlag publiziert, und Alexandre de Macédonien, von 1847, blieben zu seinen Lebzeiten unbeachtet), mehrere Novellen (Le Mariage d’un Prince, 1840; Les Conseils de Rabelais und Scaramouche, beide 1843, Mademoiselle Irnois 1847) und vier Feuilletonromane (La Prisonnier chanceux 1846, Nicolas Belavoir und Ternove 1847, L’Abbaye de Typhaines 1849) zeugen von seinen Bemühungen. Von all diesen ist Mademoiselle Irnois das einzige Werk, das sich dank positiver Kritiken als „balzacesk“ sowie „naturalistisch“ abhob und für seine gute Beherrschung der Techniken des Fortsetzungsromans gelobt wurde.
Diese Periode seines Lebens würde den Eindruck der Verzettelung erwecken, wenn er nicht von Tocqueville unterstützt worden wäre und so seine Karriere beschleunigt hätte. Nach ihrer Begegnung 1843, wahrscheinlich im Salon von Charles de Rémusat, übergab ihm Tocqueville, der beeindruckt vom lebhaften Geist des jungen Mannes war, die Aufgabe, einen Überblick über die Moralphilosophie Großbritanniens und Deutschlands zu verfassen. Es folgte ein langer Briefwechsel, während dessen Gobineau seine Ideen denen des politischen Kontrahenten gegenüberstellen konnte. Trotzdem unterhielten sie eine von gegenseitigem Vertrauen und Respekt geprägte Freundschaft. Im Juni 1849 erinnerte sich Tocqueville, der mittlerweile zum Außenminister im zweiten Kabinett unter Odilon Barrot ernannt wurde, seines Schützlings und machte ihn zu seinem Kabinettschef. Im Oktober wurde die Regierung durch den Präsidenten Louis-Napoléon Bonaparte aufgelöst und Gobineau bekam einen neuen Posten als Sekretär der Gesandtschaft Frankreichs in Bern – der Beginn seiner Karriere als Diplomat. Gobineau verließ Frankreich im November in Begleitung seiner Ehefrau Clémence Monnerot (1816–1911), einer Kreolin aus Martinique –, das Paar hatte 1845 geheiratet –, und ihrer 1848 geborenen Tochter Diane.

### Als Diplomat (1849–1877)

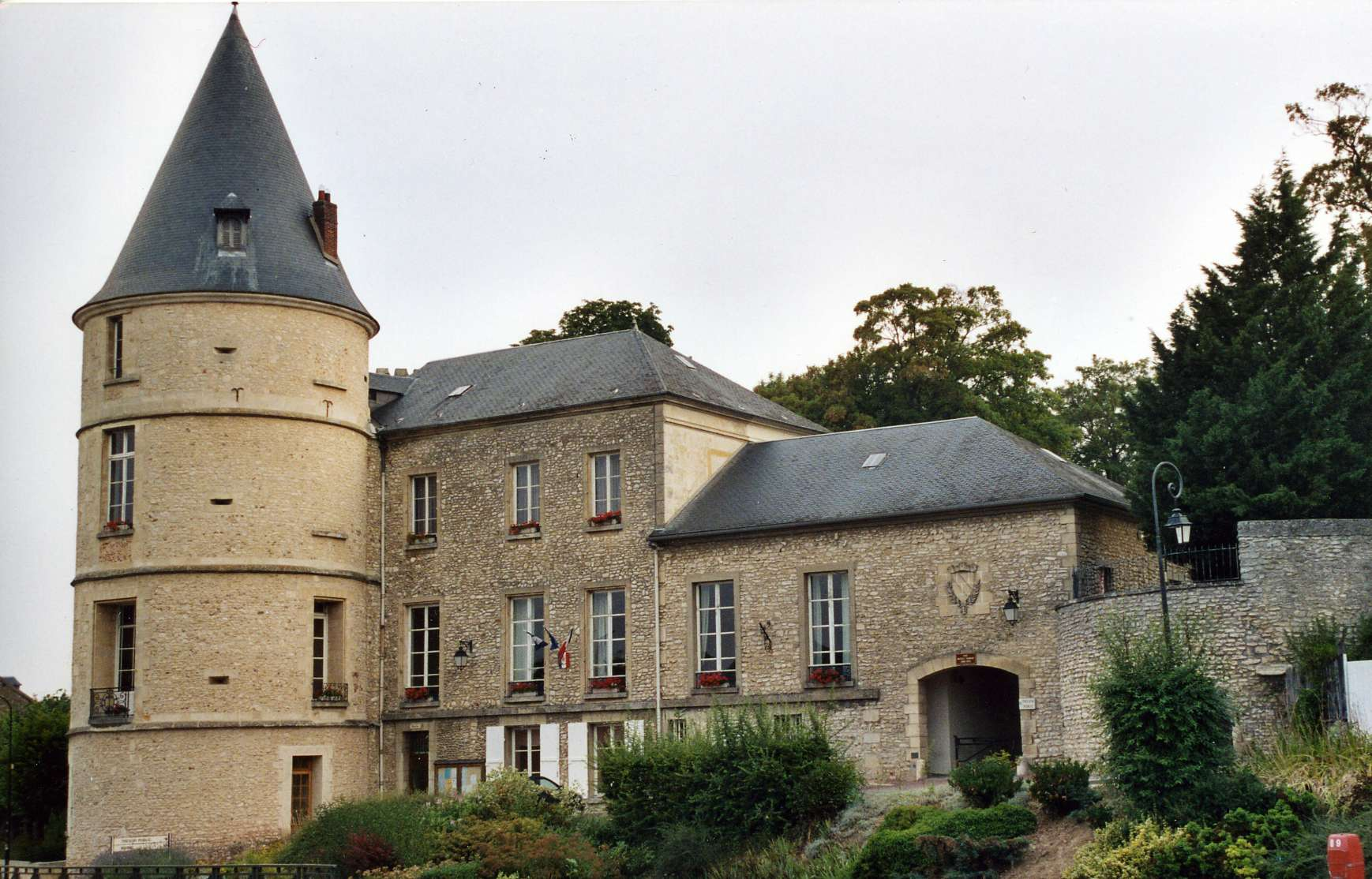
Schloss Trie, im Besitz Gobineaus von 1857 bis 1878

Sein neuer Posten als erster Sekretär der französischen Gesandtschaft in Bern langweilte ihn bald (ausgenommen einige Monate im Jahr 1851, während derer er den Posten des stellvertretenden französischen Ministers im Königreich Hannover bekleidete), sodass er Zeit fand, um die ersten Teile seines Essays über die Ungleichheit der Menschenrassen zu verfassen, der 1853 erschien. Nachdem er 1854 zum Sekretär der französischen Vertretung bei der Bundesversammlung ernannt worden war, brachten ihm seine Werke die Wertschätzung von Anton Prokesch von Osten ein, österreichischer Delegierter und einer der seltenen treuen Freunde, die ihm immer die Treue hielten.
Im Dezember 1854 wurde Gobineau zum ersten Sekretär der französischen Gesandtschaft in Persien, die von Prosper Bourrée geleitet wurde, ernannt und sah die Leidenschaften seiner Jugend vom Schicksal eingeholt. Über seine Reise, die ihn von Marseille übers Meer nach Buschehr und mit einer Karawane bis nach Teheran führte, verfasste er den überschwänglichen Bericht Trois Ans en Asie („Drei Jahre in Asien“). Nachdem er sowohl von Bourrée als auch von seiner Frau, die für die Geburt ihrer zweiten Tochter Christine nach Frankreich zurückkehrte, verlassen worden war, war er der einzig Verantwortliche für die Gesandtschaft. Die Beherrschung der Sprache sowie seine bemerkenswerte Anpassung an sehr exotische Lebensumstände brachten ihm die Wertschätzung der Bevölkerung und der lokalen Prominenz ein. Umringt von Gelehrten nahm er ein Studium der persischen Geschichte auf und versuchte sich an der Entzifferung der Keilschrift, für die er ein System entwickelte, welches bei Kennern Gelächter hervorrief (und es noch heute tut). Nichtsdestoweniger verließ er den persischen Hof ohne Bedauern, als er 1858 zurückgerufen wurde.
Er blieb dann eine Zeit lang ohne bestimmte Beschäftigung, denn in der Hoffnung auf das Amt des französischen Generalkonsuls in Tanger, das er anstrebte, um seine Kenntnisse der islamischen Welt zu vervollständigen, wies er im Januar 1860 seine Nominierung zum ersten Sekretär der französischen Gesandtschaft in Peking zurück und riskierte damit seine Entlassung. Im März desselben Jahres wurde er als Beauftragter nach Neufundland geschickt, um in Abstimmung mit zwei britischen Kommissaren die Fischereizonen für Dorsch zwischen dem Vereinigten Königreich und Frankreich aufzuteilen. Über diese sechsmonatige Reise, die Gobineau nach Saint-Pierre, Sydney (auf der Kap-Breton-Insel, wo er die Festung Louisbourg besichtigte), Truro und Halifax auf Neuschottland und dann quer durch Neufundland führte, bevor er in St. John’s blieb, schrieb er den bemerkenswerten Bericht Voyage a Terre-Neuve und die Novelle La chasse du caribou. Es scheint so, dass seine Mission von Erfolg gekrönt war und zum Nutzen der französischen Fischer war, denn eine kleine Bucht in Neufundland trägt noch heute den Namen „Anse de Gobineau“.
1861 wurde er wieder nach Persien geschickt, dieses Mal als französischer Minister kraft Gesetzes. Dieser zweite Aufenthalt war von entscheidendem Nutzen für seine bisher nur skizzierten Arbeiten, nicht nur für sein Keilschrift-System (das nutzlos war), sondern auch für die persischen Theorien. Sein Essay über Die Religionen und Philosophien in Zentralasien, das 1865 erschien, blieb immer eine fundamentale Quelle für den Babismus, dessen Entwicklung er aus nächster Nähe miterlebte und mit dessen Gedanken er aktiv sympathisierte.
Nach seiner Rückkehr in Europa hatte Gobineau einen gewissen Wohlstand erreicht. Seine Frau erwarb während seiner Abwesenheit und dank des geerbten Vermögens des Onkels Thibaut-Joseph, der 1855 verstorben war, das Schloss von Trie, ein ehemaliges Eigentum der Herzöge von Longueville, in dem sich sogar Rousseau in den Jahren 1767 und 1768 aufgehalten hatte. Gobineau behielt dieses Besitztum bis 1878 und beteiligte sich ab 1860 als Gemeinderat sowie ab 1863 bis zu seinem Rücktritt 1870 als Bürgermeister an der Kommunalpolitik von Trie. Während der Zeit der Dritten Republik, in der allgemeines Wahlrecht herrschte, wurde er 1870 zum Kreisrat im Kanton Chaumont-en-Vexin gewählt.
Die Nominierung Gobineaus 1864 zum außerordentlichen und bevollmächtigten Minister Frankreichs im Königreich Griechenland war eine besondere Ehre. Es handelte sich hierbei um einen anspruchsvollen Posten in einem Land, das noch immer durch den Staatsstreich zwei Jahre zuvor, in dem König Otto abgesetzt worden war, sehr instabil war. Er fand hier auch den Gegenstand seiner ersten politischen Beschäftigung wieder. In Athen erlebte er die glücklichste Zeit seines Lebens: verwöhnt von dem neuen König Georg I. unterhielt er dort den angesehensten Salon der Hauptstadt und machte die Bekanntschaft eines jungen Bewunderers, Robert Bulwer-Lytton, Sekretär der englischen Gesandtschaft und Sohn des Schriftstellers Edward Bulwer-Lytton.
Seine Geschichte der Perser, deren zwei Teile 1869 veröffentlicht wurden, schritt voran; er rückbesann sich auf die Poesie und schrieb L’Aphroësia; inspiriert von den klassischen Skulpturen, die ihn umgaben, übte er sich selber in der Bildhauerei und hörte damit, trotz seines mittelmäßigen Talentes, auch bis an sein Lebensende nicht mehr auf. Er vollendete einen philosophischen Essay, Mémoire sur diverses manifestations de la vie individuelle, an dem er seit der Beendigung des Essays über die Ungleichheit der Menschenrassen gearbeitet hatte und das er nur mit Schwierigkeiten in der Zeitschrift für Philosophie und politische Kritik von Immanuel Hermann Fichte publizieren konnte, nachdem sich sein Korrespondent Adelbert von Keller für ihn eingesetzt hatte. Sein Aufenthalt wurde durch das Getändel mit den jungen Zoé und María Dragúomis (Töchter des Staatsmannes Nikolaos Dragoumis, Schwestern des zukünftigen Premierministers Stephanos Dragoumis und Tanten des Schriftstellers Ion Dragoumis) aufgelockert, mit denen er einen voluminösen Briefwechsel unterhielt. Aber seine Unversöhnlichkeit und Widerspenstigkeit begannen, ihm zum Nachteil zu gereichen: er favorisierte zu offen die Türken während der Kretischen Auflehnung 1866 bis 1869. Trotz der Vorwarnungen und Drohungen des französischen Ministers verlor er allmählich das Vertrauen des Königs. Im Mai 1868 ließ er Gustave Flourens verhaften und ausweisen, ein französischer Revolutionär, der sich am Aufstand auf Kreta beteiligt hatte. Dieses Verhalten war der Grund für seinen Rückruf aus Athen, das er im September 1868 verließ.
Gobineau hatte den Wunsch verlauten lassen, nach Konstantinopel oder zumindest an den deutschen Hof geschickt zu werden; seine Versetzung nach Rio de Janeiro, das er am 20. März 1869 betrat, war demnach ein Zeichen der Ungnade, in die er gefallen war. Zu seiner großen Überraschung wurde er dort von Kaiser Dom Pedro II. warmherzig begrüßt, der ein enthusiastischer Leser und Bewunderer war und der ihn an seinem Privatleben teilnehmen ließ. Diese junge und weit entfernte Nation konnte ihm jedoch zu seiner Unterhaltung nur wenig bieten. Die politische Situation, die noch von den Auswirkungen des Tripel-Allianz-Krieges geprägt war, interessierte ihn nicht. Er verachtete die Gesellschaft (außer Auréa Posno, die junge Ehefrau des niederländischen Konsuls, an die er dutzende, bisher unveröffentlichte Briefe schrieb, in denen sich eine geheuchelte keusche Sinnlichkeit ausdrückt), langweilte sich trotz der Freundschaft des Kaisers zutiefst und erlebte eine Depression, die in den komischen Episoden in den Briefen an die Schwestern Dragoùmis nur schlecht verborgen werden konnte. Ein Zufall machte auf diesen Konflikt aufmerksam: in der Oper von Rio griff er eine bekannte Persönlichkeit mit einem Fausthieb an, nachdem dieser ihn angerempelt hatte. Der Kaiser hörte sich die Erklärung Gobineaus wohlwollend an, zeigte sich um dessen Gesundheit besorgt und gab ihm vorzeitigen Urlaub. Während dieser schwierigen Zeit beendete Gobineau trotz allem seine Novelle über Griechenland, Akrivie Phrangopoulo, und schrieb an einem einzigen Tag, dem 16. Dezember 1869, die Novelle Adélaïde, die bis 1913 unveröffentlicht blieb, aber manchmal als Meisterwerk bezeichnet wurde.
Seine Rückkehr nach Frankreich fand kurz vor der Preußischen Invasion von 1870 statt. Als Bürgermeister und Gemeinde-/Kreisrat konnte er diese in den vordersten Reihen miterleben und schilderte sie später sehr pittoresk. Während der Belagerung ging er nach Paris und hielt sich dort in der Kommune auf, die er sehr neugierig und mit einer gewissen Sympathie beobachtete. Er blieb dort auch nach der „Blutigen Maiwoche“, um sich die Gunst des neuen Regimes zu sichern und einen weiteren Auftrag in Brasilien zu vermeiden. Da er wahrscheinlich lokale Aufstände in Trie fürchtete, erwirkte er die Flucht seiner Frau und jüngeren Tochter nach Kopenhagen zu seiner älteren Tochter, wo sich die beiden nach einer ereignisreichen Reise am 9. April 1871 niederließen. Nach langem Hin und Her, das ihm fast die Zwangspensionierung einbrachte, wurde er im Mai 1872 schließlich zum außerordentlichen und bevollmächtigten Minister in Schweden ernannt. Das war sein letztes Amt, er wurde nie Botschafter. In diesen Jahren entstanden seine Hauptwerke: der Roman Les Pléiades und die Nouvelles asiatiques. Seine Verbitterung über die Spannungen in seiner Familie und sicherlich auch seine verliebte Freundschaft mit der Gräfin de La Tour, Ehefrau des italienischen Ministers in Stockholm, die bis zu seinem Tod in seiner Nähe blieb, beeinflussten ihn in diesen Werken.

### Der umherziehende Misanthrop (1877–1882)
Nach einem Urlaub, auf welchem Gobineau Dom Pedro II. auf seiner Europareise begleitete, wurde er im März 1877 pensioniert und verließ Stockholm und die Diplomatie. Das war der Beginn eines ruhelosen Lebens, das er bis zu seinem Tod führte und in welchem er zwischen dem Schloss Chaméane (Besitz der Gräfin de La Tour in der Auvergne), Italien, wo er von Stadt zu Stadt wanderte, um das für ihn angenehmste Klima und Geldgeber für seine Skulpturen zu finden, sowie Deutschland, wo er Freunde besuchte (unter anderem die Familie Richard Wagner, der er 1876 in Rom begegnete) herumreiste. Außerdem nahm er diverse Mittel gegen seine Nervenkrankheiten ein, die eine immer schmerzlichere Belastung für ihn wurden.
Die Schwierigkeiten beeinträchtigten mehr und mehr seine kreativen Fähigkeiten: Seine Skulpturen blieben immer nur mittelmäßig. Seine historischen Arbeiten in dem Buch L’Histoire d’Ottar-Jarl, in dem er versucht, die ganze Genealogie der Familie Gobineau auf den Gott Odin zurückzuführen, versanken in der Unwahrscheinlichkeit. Seine neu begonnenen Artikel waren nur schlampige Entwürfe. Seine Dichtung, die niemals herausragend gewesen war, forderte ihn auf ausschlaggebende Art: er opferte seine letzten Anstrengungen dem umfangreichen Gedicht Amadis, das teilweise posthum veröffentlicht wurde. Sein immer unangenehmerer Charakter entfernte ihn mehr und mehr von den ihm Nahestehenden, nur die Selbstbewusstesten konnten noch mit ihm auskommen. Als er starb, war er endgültig entzweit mit seinen Töchtern und seiner Frau und hatte auch kurz vorher mit Richard Wagner gebrochen, dessen Antisemitismus, Frauenhass und Messianismus ihm unerträglich waren. Der Tod ereilte ihn plötzlich während einer letzten launenhaften Reise: nachdem er überraschend entschieden hatte, dem Herbst in der Auvergne zu entfliehen, verließ er Chaméane alleine und fast blind, fuhr erst nach Saint-Germain-des-Fossés, durchquerte Frankreich mit dem Zug und erreichte Turin, wo er am 13. Oktober 1882 einem Schlaganfall erlag. Er war auf dem Weg zum Bahnhof gewesen, um den Zug nach Pisa zu nehmen. Er wurde verarmt auf dem Cimitero monumentale di Torino beigesetzt (ampliazone I, arcata 87), wo das faschistische Regime ihm zu Ehren 1932 ein Schild aufstellte: Il tempo e gli eventi ne esaltano la figura di presago pensatore („Die Zeit und die Ereignisse erhöhen die Figur des ahnungsvollen Denkers“).

## Das Denken Gobineaus
Gobineau geht von einem pessimistischen Weltbild aus: Der Mensch ist das böse Tier par excellence. Eine wesentliche Basis seiner Überlegungen bildete die biblische Chronologie einer etwa 6000-jährigen Menschheitsgeschichte, welche er mit anthropologischen und physiologischen Ansichten seiner Zeit verband. Er ging von einer vollkommenen, von Gott erschaffenen „Urrasse“, nämlich der „nordischen“, „arischen“ oder „germanischen Rasse“, aus, der er zwei weitere, später entstandene Rassen (die „gelbe“ und die „schwarze“) beiordnete. Hierarchisch hielt er die weiße Rasse der gelben und die gelbe Rasse der schwarzen für vorangestellt. Mischungen zwischen den Rassen hielt er für weitverbreitet; sie gerieten stets zum Nachteil der höheren Rasse. Insgesamt würde die Menschheit daher durch Rassenmischung in ihrer Qualität gemindert. Am unverfälschtesten habe sich die weiße Urrasse dabei in Skandinavien und insbesondere im französischen Adel gehalten, während die modernen Deutschen nach Gobineaus Meinung lediglich eine minderwertige Mischung aus Kelten und Slawen darstellten.
In seinem Hauptwerk schreibt Gobineau: „Alle großen Zivilisationen sind aus der Initiative der weißen Rasse hervorgegangen. Es hat sich gezeigt, daß die zivilisatorische und kulturbildende Kraft stets von den Weißen ausgegangen ist und daß andererseits der Todeskeim schon mit der Entstehung der Zivilisationen durch die Verdünnung des Blutes der weißen Rasse durch niedere Rassenelemente gelegt worden ist oder von den durch die Mischung herbeigeführten Verirrungen herrührt.“
Gobineaus Grundgedanken fanden in Deutschland vielfach Anklang. Gobineau bewunderte Richard Wagner und traf mehrmals mit diesem zusammen. Wagner las u. a. auch Gobineaus 4-bändigen Essay über die Ungleichheit der Menschenrassen (Essai sur l’inégalité des races humaines, 1853–1855), in dem Gobineau die Überlegenheit der „arischen Rasse“ zu begründen versuchte. Wagner antwortete ihm mit „Heldenthum und Christenthum“, worin er die rassistischen Ideen Gobineaus kritisierte und teils zurückwies. Das Werk wurde von Karl Ludwig Schemann, einem Mitglied des Bayreuther Kreises um Richard und Cosima Wagner, auf Anregung Wagners ins Deutsche übersetzt und nahm starken Einfluss auf den Wagner-Schwiegersohn Houston Stewart Chamberlain, der Gobineaus Grundgedanken allerdings um einen verstärkten Antisemitismus ergänzte (und nicht den französischen Adel, sondern vielmehr das deutsche Volk für besonders „arisch“ hielt).
Gobineau äußerte in seinem Essay Zweifel an der gemeinsamen Abstammung aller Menschen und versucht vielmehr Argumente zu entwickeln, dass die drei Rassen als verschiedene Arten geschaffen worden seien. Als strenggläubiger Katholik, der die Bibel als historisch akkurate Quelle für die Geschichte der Menschheit betrachtete, nahm er Adam als Urvater der „weißen Rasse“ an, da die Bibel unzweifelhaft von Adam als Vorfahr der weißen Rasse spreche, zweifelte aber die damals verbreitete Interpretation des biblischen Ham als Urvater der schwarzen Rasse an, da nichts dafür spreche, dass in der ursprünglichen biblischen Genealogie farbige Rassen als Teil der menschlichen Art angesehen worden seien.
Ob er mit diesem Werk auch das Denken Friedrich Nietzsches beeinflusste, ist umstritten. Später legitimierten die Nationalsozialisten u. a. mit diesem Werk ihre Rassenideologie, wobei aber natürlich nicht mehr wie bei Gobineau der französische Adel, sondern stattdessen die Deutschen als besonders hochwertig betrachtet wurden. Man findet Gobineaus Gedanken unschwer in Adolf Hitlers Mein Kampf wieder; wie sehr Hitler davon beeinflusst war und was er daraus gemacht hat, hat der Autor Joachim C. Fest in seiner Biografie Hitler im Kapitel Die Vision im Abschnitt Die Lehre von den schöpferischen Rassekernen zusammengefasst. Fest schreibt dort, Gobineau habe „erstmals die Angst vor dem Rassenwirrwarr der Neuzeit formuliert und den Untergang aller Kulturen mit der Promiskuität des Blutes verknüpft“. Allerdings fehlt die Grundkonstante der nationalsozialistischen Weltsicht, der Antisemitismus, bei Gobineau vollständig.
In seinem belletristischen Werk, wie z. B. Les Pléiades oder La Renaissance, war de Gobineau genauso erfolgreich. Auch hier thematisierte er seine aristokratischen Ansichten und seine Abneigung gegen die demokratische Kultur.

## Nachwirken und verwandte Nachfolger
Seine rassentheoretischen Werke, besonders die Behauptung der angeblich negativen Auswirkungen der Rassenmischung, hatten in Deutschland erheblichen Einfluss auf die völkische Bewegung sowie den Nationalsozialismus und dessen Rassenideologie.
Henry Hotze, ein US-Bürger und vehementer Befürworter der Sklaverei, der später während des Amerikanischen Bürgerkriegs in London als einer der wichtigsten Agenten und Propagandisten der Südstaaten in Europa arbeitete, übersetzte 1856 im Auftrag von Josiah C. Nott Gobineaus Essai sur l’inégalité des races humaines ins Englische unter dem Titel Moral and Intellectual Diversity of Races. Seine Übersetzung wurde von Verfechtern der Sklaverei nicht nur wegen der darin behaupteten intellektuellen und moralischen Ungleichheit der verschiedenen Menschenrassen zur Legitimierung der Sklaverei verwendet, sondern insbesondere auch aufgrund der dort formulierten Zweifel an der gemeinsamen Abstammung von Schwarzen und Weißen. Ähnlich wie Gobineau predigte in den USA Madison Grant mit seiner Schrift The Passing of the Great Race die Überlegenheit der nordischen Rassen, die er durch Vermischung gefährdet sah.
In Frankreich wurden Gobineaus (wissenschaftlich unhaltbare) Ansichten durch Georges Vacher de Lapouge aufgenommen, der der Theorie Gobineaus einen kulthaften Habitus verlieh. Der Gobineau-Übersetzer Karl Ludwig Schemann, der Publizist einer rassistischen anthropologischen Revue Ludwig Woltmann, der nebenberufliche Anthropologe Otto Ammon sowie Houston Stewart Chamberlain gehörten in Deutschland zu Vertretern ähnlicher Theorien, allerdings, wie erwähnt, mit einer zunehmenden Konzentration auf den Antisemitismus und einer Gleichsetzung der nichtjüdischen Deutschen mit einer „germanischen Herrenrasse“.

## Werke
Es folgt eine Auflistung der deutschen Übersetzungen samt Originaltitel und Erstveröffentlichung.

### Essays (Auswahl)
- Versuch über die Ungleichheit der Menschenrassen, frz. Essai sur l’inégalité des races humaines, 4 Bände (1853–1855)
- Die Welt der Perser, frz. Histoire des Perses (1869)

### Belletristik (Auswahl)
Prosa
- Ternove (1848)
- Die Abtei Typhaines, frz. L’Abbaye de Typhaines 1849.
- Adelheid, frz. Adélaïde (1869)
- Reiseerlebnisse / Reisefrüchte aus Kephalonia, Naxos, Neufundland, frz. Souvenirs de voyage (1872)
- Die Plejaden / Das Siebengestirn, frz. Les Pléiades (1874)
- Asiatische Novellen, frz. Nouvelles asiatiques (1876)
- Die Renaissance, frz. La Renaissance, scènes historiques (1877)

Reisebeschreibungen (Auswahl)
- Drei Jahre in Asien, frz. Trois ans en Asie (1859)

Lyrik (Auswahl)
- Aphroe͏̈ssa, frz. L’Aphroëssa (1869)
- Amadis (1876)

Dramen (Auswahl)
- Alexander von Mazedonien, frz. Alexandre le Macédonien (1847)

### Briefe (Auswahl)
- Briefwechsel Gobineaus mit Adelbert von Keller. Herausgegeben von Ludwig Schemann.Straßburg. Verlag von Karl J. Trübner 1911
- Briefwechsel mit dem Grafen Anton Prokesch von Osten: Correspondance (1933)
- Briefwechsel mit Dom Pedro II.: Correspondência (1938)
- Briefwechsel mit Alexis de Tocqueville: Œuvres complètes, IX, Correspondance avec Gobineau (1959)
- Briefwechsel mit Richard Wagner: Correspondance (2000)

### Persische Studien
- I. Die Wanderstämme Persiens. In: Zeitschrift der Deutschen Morgenländischen Gesellschaft, Band 11. 1857. S. 689–707 (Digitalisat).
- III. In: Zeitschrift der Deutschen Morgenländischen Gesellschaft, Band 12. 1858. S. 269–278 (Digitalisat).